# Pediacus elongatus
Pediacus elongatus is een keversoort uit de familie platte schorskevers (Cucujidae). De wetenschappelijke naam van de soort werd in 1978 gepubliceerd door Sen Gupta.